# Domat/Ems
Domat/Ems (rétorománsky Domat, německy a do roku 1943 oficiálně Ems; současný oficiální název obce je kombinací obou názvů) je obec ve švýcarském kantonu Graubünden, okresu Imboden. Obec je také hlavním sídlem okresu. Nachází se v údolí Rýna, asi 7 kilometrů jihozápadně od kantonálního hlavního města Churu, v nadmořské výšce 586 metrů. Má přes 8 000 obyvatel.

## Geografie
Obec leží v širokém údolí Rýna, bezprostředně za soutokem Předního a Zadního Rýna. Nadmořská výška katastru obce osciluje mezi cca 560 m (na břehu Rýna) a 2 174 m (vrchol Furggabüel). Pro oblast Domatu jsou typické kupovité kopce, tzv. „Tumas“, kterých se na jeho katastru nachází celkem dvanáct.

## Historie

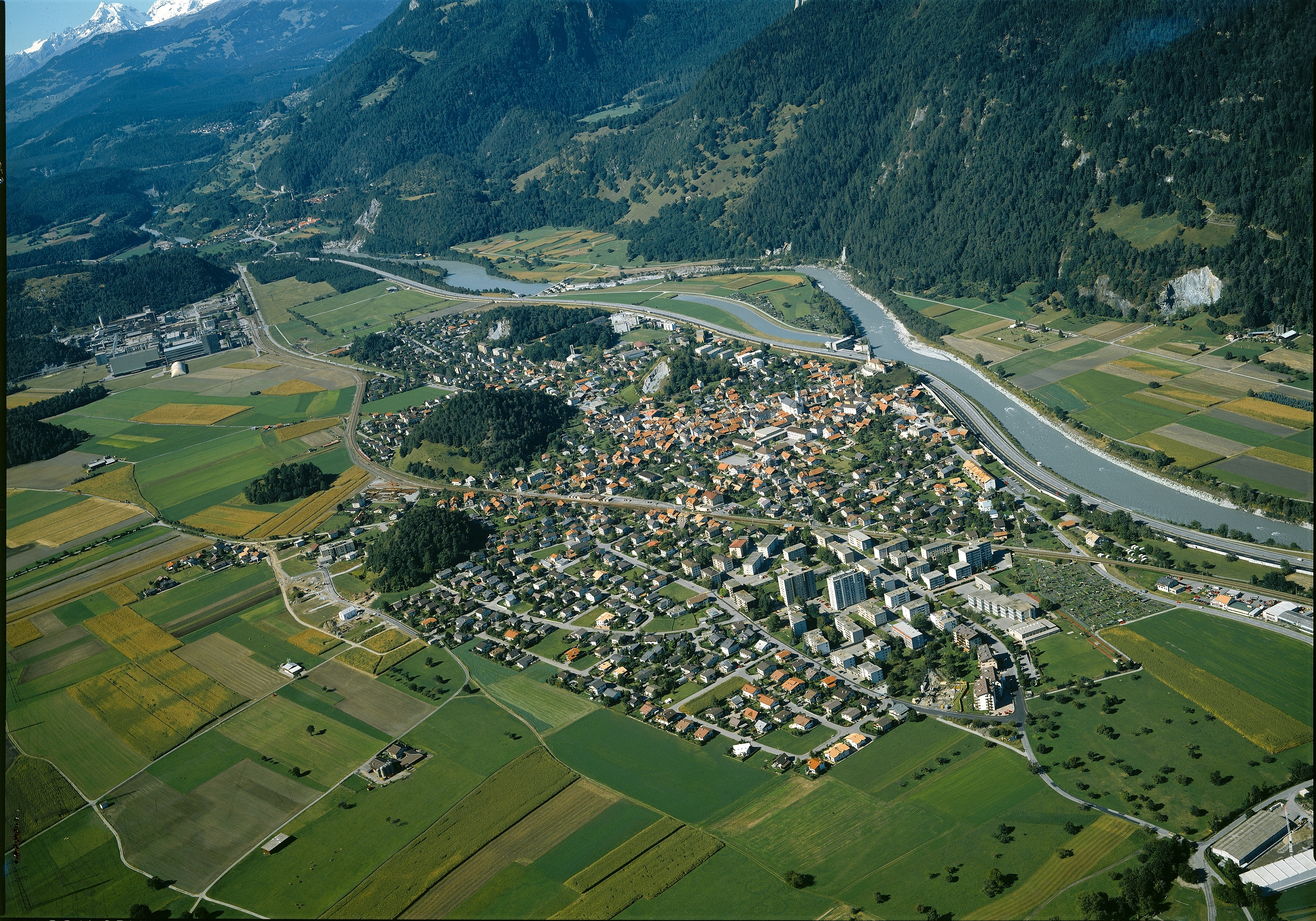
Letecký pohled na Domat/Ems, s typickými kupovitými kopci „Tumas“

Domat/Ems byl poprvé zmíněn v roce 765 pod názvem in Amede coloniam, a to v závěti churského biskupa Tella. Odvození názvu místa je nejisté. Německé Ems a románské Domat však vycházejí ze stejného kořene, což svědčí o tom, že bylo pojmenování mezi oběma jazyky převzato již v raných dobách.
Od roku 1943 se východně od obce nacházelo vojenské letiště, na kterém byl až do roku 2014 k vidění standardizovaný hangár pro lehká letadla letectva. Armáda využívala areál k doplňování paliva pro vrtulníky až do roku 2004 a hangár využívala také společnost Heliswiss. Dnes na tomto místě stojí nové centrum Plarenga a nová hasičská základna vybudovaná společně se sousední obcí Felsberg.
Do roku 1972 rozhodovalo o obecních záležitostech obecní zastupitelstvo, od té doby má obec parlament.
Začátkem listopadu 2007 objevil jeden z pracovníků hromadný hrob v bývalé vápenné peci na okraji areálu společnosti Ems-Chemie poté, co déšť spláchl lidské kosti z náspu. Mrtví pocházeli z bitvy mezi Francouzi a obyvateli Graubündenu z 3. května 1799.

## Obyvatelstvo
| Rok            | 1850  | 1900  | 1941  | 1960  | 1970  | 1980  | 1990  | 2000  | 2005  | 2015  | 2020  |
| Počet obyvatel | 1 247 | 1 504 | 1 955 | 3 469 | 5 701 | 6 266 | 6 442 | 6 372 | 6 896 | 7 759 | 8 185 |

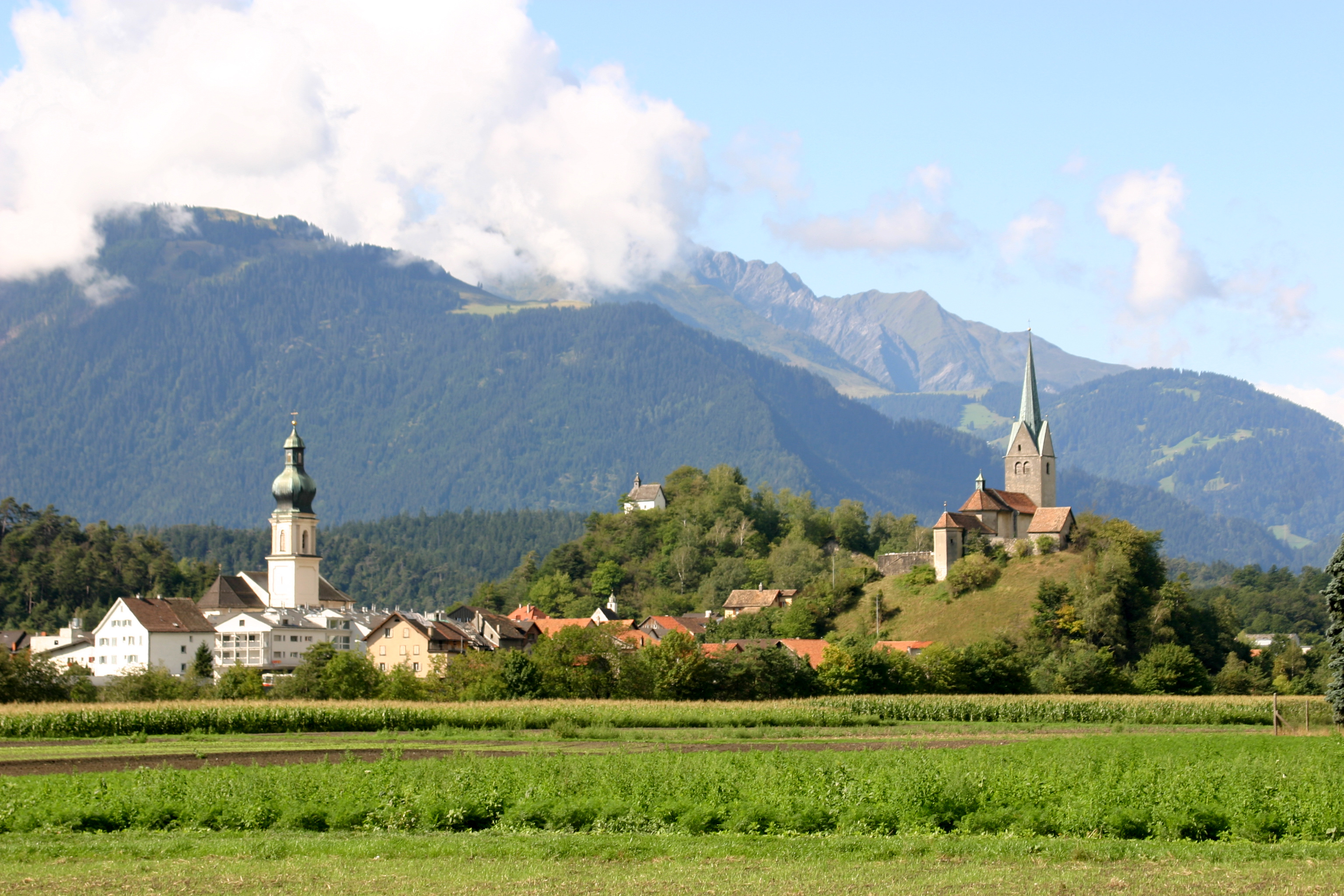
Kostely v Domatu

Domat byl historicky jedním z nejvýznamnějších sídel v kantonu Graubünden, v čemž sehrála roli i blízkost hlavního města Churu. Již v roce 1900 měl přes 1 500 obyvatel, tedy podobně, jako například Svatý Mořic. Zejména po roce 1960 se počet obyvatel prudce zvýšil; především díky přistěhovalectví mladých rodin, denně dojíždějících za prací do Churu, ale také cizinců.

### Jazyky
Až do poloviny 19. století mluvili všichni obyvatelé graubündenským dialektem. Ačkoli se jednalo o tzv. středohornoněmecký dialekt, tradičně se ve všech obcích okresu Imboden používala jako spisovný jazyk rétorománština (dialekt Sursilvan). V tomto ohledu se Domat/Ems podobal obcím Bergün a Filisur, kde se také používalo nebo používá středohornoněmecké nářečí, ale jako spisovný jazyk se používala rétorománština v hornoengadinském dialektu Putér (tam, historicky vzato, hlavně z náboženských důvodů). Dnes je oficiálním jazykem tzv. Rumantsch Grischun.
Ve druhé polovině 19. století se počet německy mluvících obyvatel zvýšil, avšak většina zůstala věrná rétorománštině (90 % v roce 1880 a 89 % v roce 1900). Poté začala většina mírně klesat až na 76 % v roce 1941. Po druhé světové válce se jazyková situace stále více měnila ve prospěch němčiny. Nicméně i přes změnu jazyka činil podíl mluvčích rétorománštiny v roce 1970 stále 33 % (tj. 1 867 osob). Historicky má nezanedbatelný podíl také italština, jež je primárním jazykem pro přibližně 5 % místních obyvatel. Vývoj v posledních desetiletích ukazuje následující tabulka:
| Jazyky v Domat/Ems |                   |                   |                   |                   |                   |                   |
| Jazyk              | Sčítání lidu 1980 | Sčítání lidu 1980 | Sčítání lidu 1990 | Sčítání lidu 1990 | Sčítání lidu 2000 | Sčítání lidu 2000 |
| Jazyk              | Počet             | Podíl             | Počet             | Podíl             | Počet             | Podíl             |
| Němčina            | 3 450             | 55,06 %           | 4 403             | 68,35 %           | 4 670             | 73,29 %           |
| Rétorománština     | 1 846             | 29,46 %           | 1 016             | 15,77 %           | 704               | 11,05 %           |
| Italština          | 766               | 12,22 %           | 629               | 9,76 %            | 471               | 7,39 %            |
| Počet obyvatel     | 6 266             | 100 %             | 6 442             | 100 %             | 6 372             | 100 %             |

## Doprava

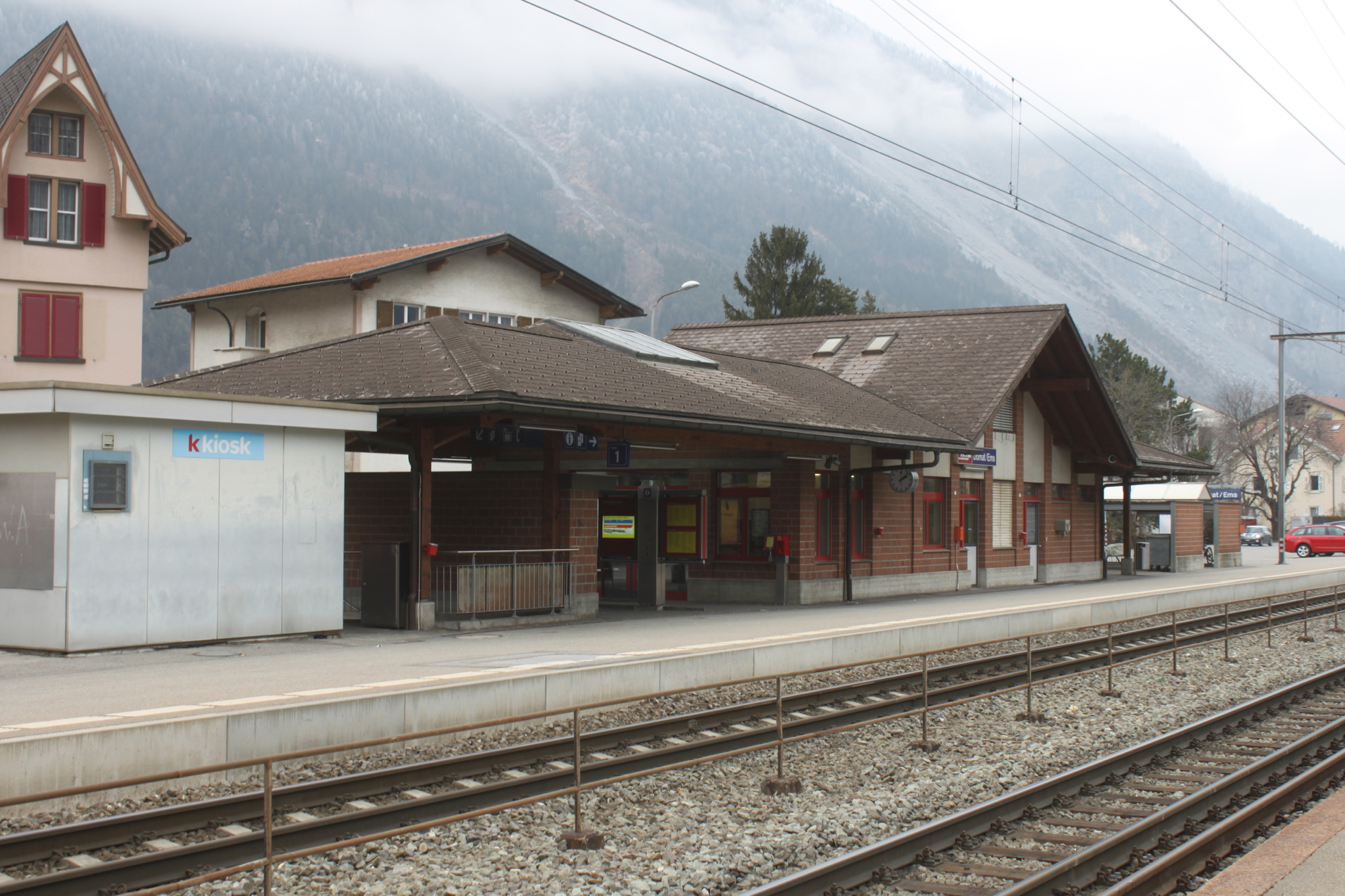
Železniční stanice Domat/Ems

Obec leží na kantonální hlavní silnici č. 13. V její bezprostřední blízkosti vede také dálnice A13 v trase St. Margrethen – Chur – Bellinzona. Železniční stanice Domat/Ems se nachází na trati Landquart–Thusis, na niž dále navazuje Albulská dráha překonávající stejnojmenné pohoří a končící ve Svatém Mořici.